# Dolmí
Dolmí (en rus: Долми) és un poble (un possiólok) del krai de Khabàrovsk, a l'Extrem Orient de Rússia. El 2012 tenia 347 habitants. Pertany al districte rural de Lazó.